# Leif Erlend Johannessen
Leif Erlend Johannessen (nascut el 1980) és un advocat i jugador d'escacs noruec, i des de 2002 el cinquè Gran Mestre de Noruega.
A la llista d'Elo de la FIDE del febrer de 2022 hi tenia un Elo de 2417 punts, cosa que en feia el jugador número 19 (en actiu) de Noruega. El seu màxim Elo va ser de 2564 punts, a la llista d'octubre de 2005 (posició 264 al rànquing mundial).

## Resultats destacats en competició
Va obtenir la seva primera norma de Gran Mestre a Oslo, la segona a Bermuda i la tercera i final al torneig Sigeman de Malmö. Johannessen fou segon al campionat de Noruega de 1999 en perdre el play-off 0-2 contra Berge Østenstad. El mateix any, va guanyar el campionat noruec de blitz.
L'agost de 2013 participà en la Copa del Món de 2013, on tingué una actuació regular, i fou eliminat en primera ronda per Péter Lékó ½-1½.

### Estil de joc
Johannessen juga habitualment 1.d4 amb blanques. Amb negres, empra diverses defenses, com ara la siciliana o la Caro-Kann contra 1.e4 i el gambit de dama refusat, l'eslava, o la semieslava contra 1.d4.

### Periodista d'escacs
Johannessen, de malnom "Leffi", escriu la columna "Leffis lille lure" (Leffi's little smart one) per la revista oficial dels escacs noruecs Norsk Sjakkblad. És membre del club d'Oslo Oslo Schakselskap. També és membre honorari de l'equip amateur portuguès Mata de Benfica amb el qual va jugar la lliga portuguesa per equips les temporades 2006/2007 i 2008/2009.

## Partida notable
- Blanques: Leif Erlend Johannessen
- Negres: Hikaru Nakamura
- Obertura: defensa Grünfeld, variant del canvi
- Jugada a Bermuda 28 de gener de 2002, ronda 7

1.d4 Nf6 2.c4 g6 3.Nc3 d5 4.cxd5 Nxd5 5.e4 Nxc3 6.bxc3 Bg7 7.Nf3 c5 8.Rb1 0–0 9.Be2 cxd4 10.cxd4 Qa5+ 11.Bd2 Qxa2 12.0–0 Bg4 13.Bg5 Qe6 14.h3 Bxf3 15.Bxf3 Qd7 16.d5 Na6 17.Qe2 Nc5 18.e5 Rae8 19.Rfd1 f6 20.Be3 Rc8 21.d6 b6 22.Bxc5 Rxc5 23.e6 Qc8 24.dxe7 Re8 25.Rd8 Rxd8 26.exd8=Q+ Qxd8 27.e7 Qe8 28.Qe6+ Kh8 29.Rd1 Rc8 30.Qxc8 Qxc8 31.Rd8+, les negres abandonen.